# 14-es busz (Miskolc)
A miskolci 14-es buszjárat a Repülőtér/BOSCH és a Hejő-park (Hejőcsaba városrész) kapcsolatát látja el.
A két állomás közti távot 31 perc alatt teszi meg. 2009. júniusától egyes megállók neve elavulásuk miatt megváltozott.
A járat 2015. június 15-ig a kora esti óráktól, valamint munkaszüneti napokon nem közlekedett, helyette a 14H-s buszt lehetett igénybe venni. Ekkor a két járatot összevonták, menetrendjeiket összedolgozták, egyúttal kialakítottak egy 14Y jelzésű betétjáratot is, mely betér a Búza térre is.
Egyes járatok a Farkas Antal utcából indulnak, majd a Hejő-park érintésével a továbbiakban a normál útvonalon közlekednek.
A kora reggeli és késő esti órákban garázsmeneti betétjárata közlekedik 14G jelzéssel a Szondi Gy. u. – Villanyrendőr – Repülőtér/BOSCH szakaszon.

## Története
- 1966–1984: Repülőtér – Cementgyár
- 1984. július 1. – 2015. június 15.: Repülőtér – Farkas Antal utca
- 2015. június 15. – 2018. 06.: Repülőtér – Farkas Antal utca – Hejőpark
- 2018. 06. –: Repülőtér/BOSCH – Farkas Antal utca – Hejőpark

## Követési idő
Reggel 10-15,Délután 15-20,többi időszakban fél óránként közlekedik.Hétvégén Délelőtt 20,többi időszakban fél óránként közlekednek

## Útvonala
| Repülőtér/BOSCH – Hejő-park | Hejő-park – Repülőtér/BOSCH |
| --- | --- |
| - Repülőtér/BOSCH - Szentpéteri kapu - Arany János tér - Petőfi Sándor tér - Kazinczy Ferenc utca - Szemere Bertalan utca - Mindszent tér - Görgey Artúr utca - Csabai kapu - Csaba vezér út - Futó utca - Farkas Antal utca - Futó utca - Hejő-park | - Hejő-park - Futó utca - Csaba vezér út - Csabai kapu - Görgey Artúr utca - Mindszent tér - Szemere Bertalan utca - Kazinczy Ferenc utca - Szeles utca - Szentpéteri kapu - Repülőtér/BOSCH |

Megjegyzés: Egyes járatok a Farkas Antal utcából indulnak, majd a Hejő-parkot érintve a normál útvonalukon közlekednek a belváros felé.

## Megállóhelyei
| 0  | Repülőtér/BOSCH         | 27 | 3A, 8, 12, 20, 24, 36, 54, 240                     | Repülőtér, Autóbusz-állomás, Szentpéteri kapui temető, OBI áruház, Robert Bosch Park, nagybani piac                                                               |
| 2  | Napsugár otthon         | 26 | 3A, 12, 20, 24, 36, 54                             | Őszi Napsugár Otthon, Miskolci Rendészeti Szakközépiskola, TESCO áruház, Stop Shop                                                                                |
| 3  | Megyei Kórház           | 24 | 3A, 12, 20, 24, 36, 54                             | Megyei Kórház, József Attila Könyvtár |
| 5  | Levente vezér utca      | 22 | 12, 20, 36, 54                                     | Szentpéteri kapu |
| 6  | Álmos utca              | 21 | 12, 20, 36, 54                                     | |
| ∫  | Szeles utca             | 20 | 1, 12, 20, 36, 54, 101B                            | Miskolc Plaza, Macropolis épületkomplexum |
| 8  | Petőfi tér              | 18 | 1, 11, 12, 20, 34, 36, 54, 101B                    | Deszkatemplom, „Deszkatemető”, Nemzeti Adó- és Vámhivatal |
| 9  | Hősök tere              | 16 | 28, 34, 35, 36, 43, 44                             | Hősök tere, Zsinagóga, Postapalota, Minorita templom, Földes Ferenc Gimnázium, Berzeviczy Gergely Szakközépiskola, Magyar Államkincstár, CIB Bank, Magyar Telekom |
| 11 | Villanyrendőr           | 14 | 28, 34, 35, 36, 43, 44, Auchan 1 1, 1A             | Belváros, Villanyrendőr, Szinva terasz, Miskolci Nemzeti Színház, Borsod Ingatlan, Tigáz Zrt.                                                                     |
| 13 | Népkert                 | 13 | 12, 20, 20A, 20B, 28, 34, 35, 36, 43, 44           | Sportcsarnok, Jégcsarnok, műjégpálya, Megyei Könyvtár, Népkerti Vigadó, Népkert, Mindszenti temető, Herman Ottó Múzeum, Népkerti Állatklinika, City Hotel Miskolc |
| 15 | SZTK Rendelő            | 11 | 12, 20, 20A, 24, 30, 31, 34, 36, 43, 44            | Semmelweis kórház, Szent Ferenc kórház |
| 17 | Petneházy bérházak      | 9  | 12, 20, 20A, 24, 30, 31, 34, 36, 43, 44            | Fáy András Közgazdasági Szakközépiskola |
| 18 | Tapolcai elágazás       | 8  | 4, 12, 20, 20A, 24, 30, 31, 32, 34, 36, 43, 44, 45 | |
| 20 | Hejőcsabai városrész    | 6  | 4, 43, 44, 45                                      | Hejőcsaba |
| 21 | Hejőcsabai Gyógyszertár | 5  | 4, 43, 44, 45                                      | Hejőcsabai gyógyszertár |
| 22 | Cementgyár              | 4  | 4, 43, 44, 45                                      | HOLCIM |
| ∫  | Mész utca               | 2  | 53, Auchan 2                                       | |
| 24 | Futó utca               | ∫  |                                                    | ME EK |
| 26 | Farkas Antal utca       | ∫  |                                                    | |
| 27 | Futó utca               | ∫  |                                                    | ME EK |
| 29 | Sütő J. utca            | 1  | 53, Auchan 2                                       | |
| 31 | Hejő-park               | 0  | 53, Auchan 2                                       | |